# Motor Volkswagen refrigerado por aire
El motor Volkswagen refrigerado por aire, alimentado por gasolina, de motor bóxer con cuatro cilindros de hierro fundido opuestos horizonalmente , culatas y pistones de aleación de aluminio fundido, cárter de aleación de magnesio y cigüeñal y bielas de acero forjado.
Hay dos familias/variaciones distintas de este motor, el Tipo 1 y el Tipo 4. El motor Tipo 3 es una variación del motor Tipo 1 con un sistema de enfriamiento tipo panqueque.
Desde 1936 hasta 2006, las plantas de Volkswagen fabricaron variantes del motor en todo el mundo para su uso en los vehículos de la propia Volkswagen, en particular el Tipo 1             (Escarabajo), el Tipo 2 (autobús, furgoneta), el Tipo 3 (sedán) y el Tipo 4 (hatchback). Además, estos motores se utilizaron ampliamente en aplicaciones industriales, de aviones ligeros y de coches en kit.

## Tipo 1: 1.0 a 1.6 litros
El motor de 1.2 litros es comúnmente llamado tipo 122 y tiene una capacidad de 1,192 cc. Como motor industrial, su fuerza es de 22.8 kW (31 PS; 31 bhp) a 3000 minutos sin un regulador de velocidad . 

## Tipo 4: 1.7–2.0 litros
Desde 1968 hasta 1983, el motor tipo 4 fue producido en 1.7, 1.8 y 2.0 litros.

## Otras aplicaciones
Al inicio en 1987, Dunn-Right Incorporated de Anderson, Carolina del Sur, hizo un kit para realizar la conversión de un motor Volkswagen a un compresor.

### Industrial
Volkswagen AG oficialmente anunció que estos motores bóxer refrigerados por aire se utilizan en aplicaciones industriales desde 1950, últimamente bajo su marca Volkswagen Industrial Motor. Disponible en 18 kilovatios (24 CV; 24 HP), 22 kilovatios (30 CV; 30 HP), 25 kilovatios (34 CV; 34 HP), 31 kilovatios (42 CV; 42 HP), 33 kilovatios (45 CV; 44 HP) y 46 kilovatios (63 CV; 62 HP) salidas, de desplazamientos de 1,2 litros (73 plg³) a 1,8 litros (110 plg³), estos motores industriales fueron oficialmente descontinuados en 1991.[cita requerida]